# Joggins
Joggins är ett litet samhälle som ligger i västra delen av Cumberland County i Nova Scotia i Kanada. Joggins är mest känt för Joggins fossilklippor, ett område med fossilfynd av bland annat träd från karbontiden. Joggins fossilklippor är sedan den 7 juli 2008 upptagna i Unescos världsarvslista.

## Historia
Joggins ligger vid Cumberland Basins kust, en mindre bukt i den större Fundybukten, och är ett gammalt kolgruveområde. Dess kolfyndighet, som ligger synlig längs Cumberland Basins strand, exploaterades sedan 1600-talet av lokala akadiska bosättare. Den första kommersiella gruvan grundades dock först 1819. En stor del av denna tidiga produktion skeppades till Saint John i New Brunswick och andra marknader.
Storskalig industrialisering i Cumberland County följde sedan under ledning av General Mining Association, som ägde rättigheterna till områdets kolfält. Produktionen ökade efter byggandet av Intercolonial Railway på 1870-talet, följt av den år 1887 öppnade Joggins Railway, en 12 kilometer lång järnvägslinje från gruvorna i Joggins till Intercolonials huvudbana vid Maccan, över floden Hebert.
Kolgruveindustrin växte så mycket att samhället blev stad år 1919, en status det hade fram till 1949, då nedgången i näringen resulterade i stor utflyttning och ekonomisk nedgång.
Kol som utvanns vid Joggins under de första årtiondena av 1900-talet användes huvudsakligen till att driva två elektriska kraftstationer nära Maccan. Dessa blev dock omoderna på 1950-talet, och gruvorna stängde strax efter en gruvolycka i Springhill 1958. Järnvägsdriften lämnades över till samhället i början av 1960-talet.

## Joggins fossilklippor

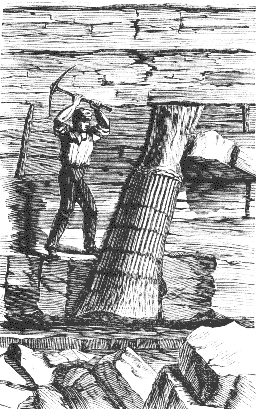
Teckning på ett upprätt träd som bevarats i klipporna vid Joggins, Nova Scotia (1868).

Joggins är känt för sina fossilfynd som är daterade till pennsylvan (den senare delen av karbon) för omkring 310 miljoner år sedan.
Den dramatiska kuststräckan med Joggins fossilklippor är jämn och exponeras fritt för tidvattnet i Cumberland Basin. Joggins berömmelse kan härledas tillbaka till mitten av 1800-talet och Charles Lyells besök på platsen 1842 och 1852. Lyell betraktas allmänt som den moderna geologins fader och var författare till Principles of Geology.  I sin bok  Students' Elements of Geology (1871), beskrev Lyell Joggins klippor och dess fossil som det "mest utsökta exemplet i världen".
Fossilen i Joggins är omtalade i Charles Darwins bok Om arternas uppkomst, och spelade en viss roll i evolutionsdebatten i Oxford 1860 mellan Biskop Samuel Wilberforce och Thomas Huxley.

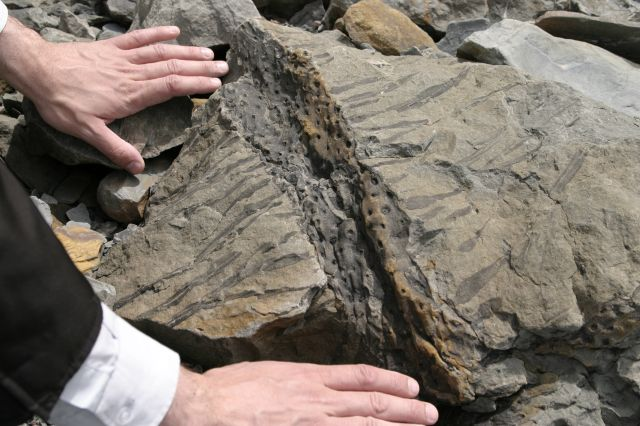
Intryck av en fossiliserad rot hittad nära klipporna i Joggins.

Mycket av fossilmaterialet i Joggins upptäcktes av den kanadensiske genealogen Sir William Dawson (1820-1899), som stod nära sin vän och mentor Sir Charles Lyell. Stora delar av Dawsons samling finns idag i Redpath Museum vid McGill University.
År 1852 gjorde Lyell och Dawson en berömd upptäckt av tetrapodfossiler inkapslade i ett upprättstående träd vid Coal Mine Point. Därpå följande undersökningar av Dawson ledde till upptäckten av ett av de viktigaste fossilen i vetenskapens historia, Hylonomus lyelli, som är den tidigaste kända reptilen och följaktligen den äldsta kända amnioten, gruppen som omfattar alla ryggradsdjur som kan reproducera sig utan vatten, omfattande alla reptiler, de utrotade dinosaurierna, fåglar och däggdjur. År 2002 utropades Hylonomus lyelli till Nova Scotias provinsfossil.
Fotspår finns bevarade vid fossilklipporna i Joggins. 
Andra kända 1800-talsgeologer som arbetat vid Joggins är bland andra Abraham Gesner, uppfinnaren av fotogen, och Sir William Logan, som mätte klipporna, lager för lager på uppdrag av Geological Survey of Canada.
År 2007 nominerade Kanada en 15 km lång sträcka av kusten av Joggins fossilklippor till att bli världsarv, och 7 juli blev denna officiellt ett världsarv.